# Romanzo a sfondo sociale
Il romanzo a sfondo sociale (altrimenti detto semplicemente romanzo sociale) si sviluppa nella prima metà dell'Ottocento ed è un genere di romanzo che tratteggia la vita dei ceti sociali economicamente svantaggiati e denuncia situazioni di sopruso e pregiudizio.
Il termine "romanzo sociale" si riferisce a opere narrative che esplorano e denunciano le ingiustizie sociali e le disuguaglianze. 
Possono trattare vari temi tra i quali:
- Discriminazione razziale: I romanzi che affrontano il razzismo e la discriminazione razziale esaminano come queste dinamiche influenzino la vita dei personaggi, spesso mettendo in luce le esperienze di coloro che subiscono pregiudizi a causa della loro etnia o colore della pelle.
- Discriminazione di genere: Questo tema include la disuguaglianza tra uomini e donne, la violenza di genere, e le sfide che le donne affrontano in una società patriarcale. Può anche includere questioni relative all'identità di genere e alla discriminazione contro le persone LGBTQ+.
- Leggi ingiuste: I romanzi che trattano di leggi ingiuste possono esplorare come determinate leggi o politiche sociali creino o perpetuino l'ingiustizia e la disuguaglianza, sia a livello nazionale che locale.
- Effetti della guerra sulla popolazione: La guerra ha spesso conseguenze devastanti per le popolazioni civili. I romanzi sociali possono esplorare temi come la distruzione delle comunità, i traumi psicologici, la perdita di vite umane, e le difficoltà dei rifugiati e dei sopravvissuti.
- Povertà e disuguaglianza economica: Analisi delle condizioni di vita delle persone economicamente svantaggiate, le disparità tra le classi sociali e l'impatto della povertà sulla dignità umana e le opportunità di vita.
- Condizioni di lavoro e sfruttamento: Esplorazione delle difficili condizioni di lavoro, dello sfruttamento dei lavoratori, delle lotte sindacali e dei movimenti per i diritti dei lavoratori.
- Discriminazione religiosa: Tematiche riguardanti la persecuzione religiosa, la discriminazione contro gruppi religiosi minoritari e la libertà di culto.
- Giustizia penale e sistema carcerario: Critica delle ingiustizie nel sistema giudiziario, delle condizioni carcerarie disumane e delle problematiche legate alla riabilitazione dei detenuti.
- Immigrazione e crisi dei rifugiati: Racconti delle difficoltà affrontate dagli immigrati e dai rifugiati, incluse le barriere legali, culturali e sociali.
- Sanità e accesso alle cure mediche: Discussione delle disuguaglianze nell'accesso alle cure sanitarie, delle condizioni degli ospedali pubblici e delle politiche sanitarie.
- Educazione e analfabetismo: Analisi delle disparità nell'accesso all'educazione, del sistema scolastico e delle conseguenze dell'analfabetismo.
- Dipendenze e abusi: Esplorazione delle problematiche legate alle dipendenze da droghe, alcool e altre sostanze, nonché degli abusi domestici e sessuali.
- Ambiente e sostenibilità: Tematiche legate all'inquinamento, al cambiamento climatico, alla distruzione ambientale e alle sue conseguenze sulle comunità più vulnerabili.
- Disabilità e inclusione: Esplorazione delle sfide affrontate dalle persone con disabilità e delle questioni relative all'inclusione sociale e all'accessibilità.
- Colonialismo e postcolonialismo: Critica delle pratiche coloniali e delle loro conseguenze durature, incluse le dinamiche di potere postcoloniali.
- Tecnologia e disuguaglianza digitale: Discussione delle differenze nell'accesso alla tecnologia e delle conseguenze sociali della digitalizzazione.

## Gli inizi
Il filone del romanzo sociale fu "fondato" dal celeberrimo scrittore inglese Charles Dickens, che "unì" due correnti narrative del Settecento, ovvero quella picaresca, utilizzata da scrittori come Henry Fielding e Daniel Defoe, e quella più romantica e sentimentale, cui aderì, per esempio, Laurence Sterne.

## Il romanzo sociale nelle varie letterature

### In Italia
Negli anni trenta si afferma in Italia una nuova forma di realismo privo di ogni valenza magica, come voleva Bontempelli, che sfocia nel romanzo a sfondo sociale,  incentrato sul mondo contadino e quello operaio, dove la realtà diventa materia scabra e i suoi contenuti diventano oggetto narrativo da rappresentare senza enfasi. 
Bilenchi, Silone e Bernari sono i rappresentanti di questa nuova forma narrativa che si consoliderà con maggiore forza negli anni quaranta.
Va precisato che il romanzo a sfondo sociale ha radici ben definite nella tradizione ottocentesca, quando aveva contenuti moralistici ed una finalità soprattutto di denuncia. Giova ricordare in Italia, per la forte connotazione di torbide storie, il filone partenopeo: Francesco Mastriani, Antonio Ranieri e Salvatore Di Giacomo, autori che hanno dato al romanzo sociale una particolare impronta a tinte nere. Al centro della narrazione le condizioni di vita dei perdenti, vittime di soprusi e di violenze.

#### Romanzi sociali italiani
Un esempio di romanzo a sfondo sociale nella prima metà del secolo scorso è Fontamara (1930), di Ignazio Silone, con al centro la vita dei contadini, i "cafoni" della Marsica, con la loro lotta senza speranza contro la terra arida e i soprusi di pochi ricchi e dell'autorità fascista; nel suo libro Silone denuncia l'atavica rassegnazione di un popolo di un paesino di montagna 

### In Gran Bretagna
In Gran Bretagna il maggior rappresentante del romanzo sociale è Charles Dickens.

#### Romanzi sociali inglesi
Quasi tutti i romanzi di Dickens appartengono a questo genere: i principali sono: Le avventure di Oliver Twist, Barnaby Rudge, Martin Chuzzlewit, David Copperfield, La piccola Dorrit, Grandi speranze, Il nostro comune amico, che critica in particolare le poorhousee, in particolare, Tempi difficili, che si scaglia contro la moderna società industriale.

### In Francia
In Francia un importante autore del romanzo sociale fu Émile Zola, considerato il fondatore del naturalismo, movimento che nasce in Francia alla fine dell'Ottocento come applicazione diretta del pensiero positivista e che si propone di descrivere la realtà psicologica e sociale con gli stessi metodi usati dalle scienze sociali.

#### Romanzi sociali francesi
Un esempio di romanzo sociale francese è Germinal di Zola, che descrive le dure condizioni di vita dei minatori.

### In Russia
In Russia la critica sociale si fonde con il socialismo ad opera dello scrittore socialista Maksim Gor'kij.

#### Romanzi sociali russi
Due importanti romanzi a sfondo sociale russi sono I bassifondi e La madre, entrambi di Gor'kij.